# Michael Dreher
Michael Dreher, né à Ostfildern en 1974, est un réalisateur et scénariste allemand. Il exerce sa profession depuis 1996.

## Biographie
Michael Dreher est né à Ostfildern en Bade-Wurtemberg en Allemagne.
En 1996, il commence à travailler en tant que directeur de production et ensuite, en 1997, il étudie la réalisation à l'université de film et de télévision de Munich. Il termine ses études en 2006, obtient un excellent diplôme et réalise un court-métrage Fair Trade qu'il produit lui-même avec Karim Debbagh. Le film est nommé aux Student Academy Wards.

## Filmographie partielle

### Comme producteur
- 2006 : Fair Trade de Michael Dreher
- en post-production : The Way of the Wind de Terrence Malick

### Comme réalisateur
- 2006 : Fair Trade de Michael Dreher
- 2009 :  La Double Vie de Daniel Shore de Michael Dreher

### Comme scénariste
- 2006 : Fair Trade de Michael Dreher
- 2009 :  La Double Vie de Daniel Shore de Michael Dreher

## Récompenses et distinctions
- Fair Trade (2006)
  - AFI Audience Award pour Meilleur film (2006)
  - German Short Film Award - Short Film Award dans Gold (2006)
  - Shnit international shortfilmfestival pour Jury Award pour Meilleur LONG JOHN (2007)
  - Aspen Shorts Fest - Jury Award pour Meilleur drame (2007)
  - Student Academy Awards - nomination pour Meilleur film étranger (2007)

## Crédit d'auteurs
- (en) Cet article est partiellement ou en totalité issu de l’article de Wikipédia en anglais intitulé « Michael Dreher (director) » (voir la liste des auteurs).